# Вторая война ндрангеты
Вторая война ндрангеты внутренний конфликт в ндрангете, преступной организации мафиозного типа в Калабрии (южная Италия). Он продолжался с 1985 по 1991 год в Реджо-ди-Калабрии. Практически все ндрины этого города входили в одну из двух враждующих фракций: кланы Конделло, Имерти, Серраино и Росмини были на одной стороне, а кланы Де Стефано, Тегано, Либри и Лателла на другой.

## Предыстория
Поводом для конфликта послужила конкуренция за государственные заказы, появившиеся после объявления о строительстве моста, которой должен был соединить Калабрию и Сицилию через Мессинский пролив, располагаясь между городами Реджо-ди-Калабрия и Мессина. Ещё одним мотивом для вражды стала попытка ндрины Де Стефано посягнуть на территорию ндрины Имерти в Вилла-Сан-Джованни, городе, расположенном на континенте, в самом узком месте пролива, прямо напротив Мессины.

## Начало конфликта
Вторая война ндрангеты началась из-за брака Джузеппины Конделло, сестры братьев Конделло, младших боссов Де Стефано, и Антонио Имерти, лидера соседней ндрины в Вилла-Сан-Джованни. Босс Паоло Де Стефано стал опасаться нового союза, который мог бы угрожать его власти. Конфликт разразился в 1985 году, через два года после их свадьбы, в ходе которого практически все ндрины города Реджо-ди-Калабрия разделились на две противоборствующие фракции. Клан Де Стефано, чтобы улучшить своё положение в этой борьбе, организовал брак между Орацио Де Стефано, младшим братом Паоло, и Антониеттой Бенестаре, племянницей босса Джованни Тегано. Свадьба, прошедшая 2 декабря 1985 года, скрепила союз между де Стефано и могущественным кланом Тегано.
Война началась 11 октября 1985 года со взрыва заминированного автомобиля Антонио Имерти в Вилла-Сан-Джованни, в результате чего погибли трое его телохранителей. Имерти подкараулили, когда тот выходил из здания страховой компании, находившейся в его теневом управлении. Два дня спустя Имерти отомстил тем, что его сторонники устроили засаду и убили Паоло Де Стефано и одного из его телохранителей. В январе 1988 года братья Паоло и Доменико Конделло были арестованы по обвинению в убийстве Паоло Де Стефано.
Место убитого Ди Стефано как главы союза с Джованни Тегано занял Доменико Либри. Таким образом он стал главной мишенью враждебной стороны. В сентябре 1988 года во время прогулки по тюремному двору снайпером был убит его сын, заключённый Паскуале Рокко Либри. Шесть месяцев спустя, в марте 1989 года, снайпер едва не застрелил самого Либри, окружённого карабинерами, когда тот выходил из здания суда в Реджо-ди-Калабрия, где проходил суд против ндрангеты.

## Мир
Почти шесть лет кровопролитной мафиозной войны не выявили ни победителей, ни побеждённых. Перемирие было достигнуто в сентябре 1991 года по инициативе Доменико Либри и клана Тегано. Конфликт был урегулирован с помощью других боссов ндрангеты. Антонио Нирта, босс локале Сан-Лука, поручился за клан Де Стефано-Тегано и Либри, в то время как Антонио Маммолити поручился за клан Конделло-Имерти. Другим посредником для «pax mafiosa» был Доменико Альваро, босс локале Синополи.
По утверждению нескольких перебежчиков (пентито), сицилийская мафия также была вовлечена в заключении перемирия, как и боссы ндрангеты из Канады, такие как Джо Имерти из Торонто, двоюродный брат Антонио Имерти и один член клана Зито в Канаде. По словам пентито Паскуале Баррека, бывшего члена клана Де Стефано, «роль коза ностры была решающей в завершении войны». По словам пентито Франческо Фонти, именно Леолука Багарелла представлял интересы коза ностры.

### Жертвы
Число жертв конфликта колеблется от 500 до более 1000 человек. За эти шесть лет в провинции Реджо-ди-Калабрия было зарегистрировано 1038 убийств, более половины из которых (564) были, несомненно, связаны с мафиозной войной. По данным Комиссии по борьбе с мафией Итальянского парламента, в результате конфликта погиб 621 человек.

## Последствия
Сицилийская мафия способствовала прекращению конфликта и, вероятно, предложила последующее создание высшего органа, похожего на Комиссию сицилийской мафии, чтобы избежать будущих междоусобиц. Новый коллегиальный орган, получивший название La_Provincia (Провинция), состоит из трёх более низких органов, известных как mandamenti. Один для кланов на ионической стороне Калабрии (горы и Локриды), второй для тирренской стороны (равнины Джоя Тауро) и один для города Реджо-ди-Калабрия.